# После Янга
«После Янга» (англ. After Yang) — научно-фантастический фильм американского режиссёра Когонады, выпущенный в 2021 году независимой компанией A24, экранизация рассказа американского писателя Александра Вайнштейна «Прощание с Янгом». Главные роли в нём сыграли Колин Фаррелл и Джоди Тёрнер-Смит. Картина была высоко оценена критиками.

## Сюжет
Литературной основой сценария стал рассказ Александра Вайнштейна «Прощание с Янгом» из сборника «Дети нового мира».
Супруги Джейк и Кира удочеряют девочку-китаянку Мику. Чтобы воспитывать её в тесной связи с родной культурой, они заказывают робота-гуманоида Янга, который говорит по-китайски и знает о Китае почти всё. Он становится братом для девочки и хорошим помощником Джейку и Кире. Однажды Янг «зависает». Джейк выясняет, что материнская плата робота пришла в негодность, и ремонт будет очень дорогим. В одной из уличных мастерских делают неофициальный ремонт, вскрыв корпус андроида в обход пользовательских соглашений. Внутри Янга обнаруживается блок памяти с камерой.
Джейк просматривает файлы памяти Янга, короткие отрывки из каждого дня его жизни. В них часто возникает неизвестная молодая блондинка. Джейк выясняет, что это Ада, клон, тайно навещавший робота, когда люди уходили из дома. Она приходит к Джейку и рассказывает, что была в близких отношениях с Янгом. Позже выясняется, что в первой жизни Янг встречался в другой женщиной по имени Ада, та погибла в автокатастрофе и была клонирована.
Джейк и Кира смиряются со смертью андроида. Они передают его тело музею и соглашаются делиться его воспоминаниями, так как жизнь Янга имела значение для многих людей.

## В ролях
- Колин Фаррелл — Джейк
- Джоди Тёрнер-Смит — Кира
- Хейли Лу Ричардсон — Ада
- Клифтон Коллинз-младший — Джордж
- Ричи Костер — Расс
- Сарита Чоудхури — Клео
- Хейли Лу Ричардсон — Ада и её клон

## Создание и оценки
В июне 2018 года стало известно, что продюсер Тереза Парк купила права на экранизацию рассказа Александра Вайнштейна «Прощание с Янгом». Сценаристом и режиссёром фильма стал Когонада. В феврале 2019 года одну из ролей в картине получил Колин Фаррелл, в апреле к проекту присоединились Джастин Х. Мин, Сарита Чоудхури, Хейли Лу Ричардсон, в мае — Джоди Тёрнер-Смит и Клифтон Коллинз-младший. Съёмки начались 1 мая 2019 года. Премьера фильма состоялась на Каннском кинофестивале в июле 2021 года. 21 января 2022 года картину показали на кинофестивале «Сандэнс», 4 марта того же года она вышла в театральный прокат и появилась на Shawtime.
Брэндон Ю в своей рецензии для The New York Times охарактеризовал фильм как рассказ об экзистенциальном кризисе человечества: зрителю нужно понять, что значит быть живым. Обозреватель издания Polygon Лео Ким констатировал, что картина рассматривает множество вопросов, включая «осознание потери, исследование нашей зависимости от технологий и глубоко человеческую историю о заботе». По мнению Ричарда Броуди из The New Yorker, герои фильма живут в «мягком технофашизме мелких удовольствий и манящих поверхностей, которые Когонада смело и лукаво делает привлекательными». Дэвид Симс из The Atlantic назвал фильм «задумчивой драмой, которая выглядит как тихая загадка, пытаясь понять не только своего главного героя-человека, но и более глубокие основы всех социальных связей».
IndieWire поставил «Поссле Янга» на 9-е место в списке 55 лучших научно-фантастических фильмов XXI века, Collider — на 19-е место в списке 20 лучших драматических фильмов 2020-х годов. Кристиан Зилко написал: «Если раньше фильмы о близких отношениях людей с искусственным интеллектом казались антиутопией, то кажущаяся неизбежность этой технологии вызвала потребность в более сопереживающем искусстве на эту тему. Когонада заполняет эту пустоту с удивительной тонкостью, в результате чего фильм кажется таким же человечным, как и „техносапиенсы“ в нём».
Обозреватель журнала «Профиль» написал в своей рецензии об «эстетстве» в визуальном стиле картины. Рецензент «Российской газеты» увидел в «После Янга» перекличку с фильмами Андрея Тарковского и Ясудзиро Одзу